# لهوع
اللهًوع أو المتروسدرس المتعدد الأشكال أو الليهوا (الاسم العلمي: Metrosideros polymorpha) (بالإنجليزية: Lehua)‏ هو نوع من النباتات يتبع جنس المتروسدرس من فصيلة الآسيّة.